# Leonard Cohen
Pour les articles homonymes, voir Cohen.

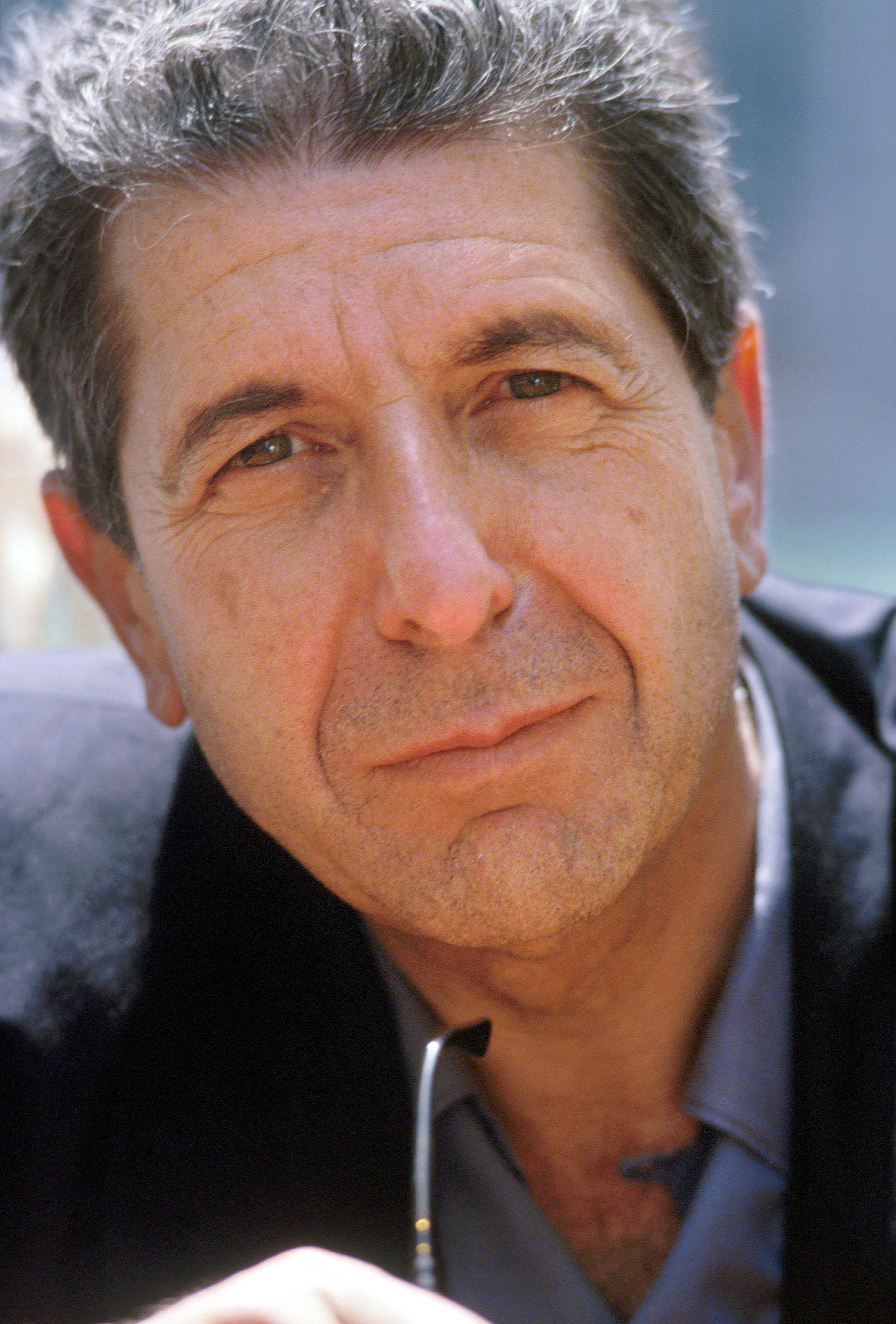
Leonard Cohen en 1988.

Leonard Cohen /leɔnaʁ kɔˈɛn/ (en anglais : /ˈlɛnɚd ˈkoʊən/), né le 21 septembre 1934 à Westmount et mort le 7 novembre 2016,, à Los Angeles, est un auteur-compositeur-interprète, musicien, poète, romancier et peintre canadien du Québec.
Son premier recueil de poésies paraît à Montréal en 1956 et son premier roman en 1963.
Les premières chansons de Leonard Cohen (principalement celles de Songs of Leonard Cohen, 1967) s'inscrivent dans la tradition de la musique folk et sont interprétées avec une voix grave. Dans les années 1970, ses influences se multiplient : musique pop, de cabaret et du monde. À partir des années 1980, il chante accompagné de synthétiseurs et de choristes.
Dans toute son œuvre, Leonard Cohen reprend souvent les mêmes thèmes : l'amour-passion, la religion, la solitude, la sexualité et la complexité des relations interpersonnelles. Leonard Cohen assume sa dépression chronique dont il ne se cache pas, allant jusqu'à en parler aux journalistes rassemblés à l'occasion de la conférence de presse sur son album Old Ideas.
Ses poèmes et ses chansons de Leonard Cohen ont influencé de nombreux auteurs-compositeurs-interprètes et plus de 1 500 reprises de ses chansons ont été réalisées. Cohen est introduit au Panthéon de la musique canadienne en 1991, au Panthéon des auteurs et compositeurs canadiens en 2006, puis Rock and Roll Hall of Fame en 2008. Il est un compagnon de l'Ordre du Canada (CC) depuis 2003 et grand officier de l'Ordre national du Québec (GOQ) depuis 2008, les plus hautes distinctions décernées respectivement par le gouvernement du Canada et le gouvernement du Québec.
Son œuvre poétique a été récompensée par le prix Prince des Asturies des Lettres 2011.

## Biographie

### Origines familiales
Leonard Norman Cohen (Eliezer ben Nisan ha'Cohen selon l'onomastique juive) naît dans une famille juive ashkénaze de Montréal, au Québec.
Son père, Nathan Cohen (1891-1944), d'origine polonaise, propriétaire d'un magasin de vêtements à Montréal, est le fils de Lyon Cohen (en) (1868-1937), né à Suwałki dans le royaume de Pologne sous tutelle russe. Homme d'affaires notable de la communauté juive de Montréal, il est élu président du Congrès juif canadien lors de sa fondation en 1919, puis crée le Canadian Jewish Times, premier journal juif de langue anglaise au Canada.
Sa mère, Marsha « Masha » Klonitsky (1905–1978), est d'origine russe. Elle est la fille de Solomon Klonitsky-Klein (1868-1958), né à Kovno en Lituanie (alors dans l'Empire russe), rabbin connu comme étant le Sar Hadikduk, le « prince des grammairiens » car expert en langue et grammaire hébraïques, et qui vit en partie chez les parents de Cohen quand ce dernier est enfant,. Sa mère chante souvent pour son fils des chansons traditionnelles, en russe ou en yiddish plutôt qu'en anglais.
Leonard a une sœur aînée, Esther (1930-2014). La famille réside dans le quartier aisé de Westmount, municipalité huppée et essentiellement anglophone enclavée dans celle de Montréal, ville où le français est majoritaire, comme dans l'ensemble du Québec.
Leonard Cohen grandit dans une ambiance fortement religieuse, au sein de la congrégation Shaar Hashomayim de Montréal, l’une des plus importantes institutions juives du Canada, co-fondée par ses ancêtres, où son grand-père et son père sont présidents. On lui rappelle souvent qu’il descend du grand-prêtre Aaron, frère de Moïse, donc prêtre lui-même consacré au service divin.

### Jeunesse
Leonard Cohen grandit rue Belmont à Westmount. Il effectue sa scolarité primaire à la Roslyn School de Westmount et sa scolarité secondaire au Westmount High College,,, à partir de 1948.
En 1950, âgé de quinze ans, il découvre la poésie de Federico García Lorca et écrit ses premiers poèmes. La même année, il achète une guitare, apprend quelques accords de base et découvre qu'elle peut être un moyen d'attirer l'attention des filles. Il formera plus tard un groupe d’inspiration country folk, les Buckskin Boys. En 1951, il entre à l'Université McGill de Montréal, où il étudie le droit. Il y rencontre Irving Layton et Louis Dudek, qui l'aident à publier ses premiers poèmes dans une revue d'étudiants, CIV, abréviation de « civilisation » inventée par Ezra Pound,.
Son premier recueil de poésies, Let Us Compare Mythologies (en), paraît en 1956, édité par McGill Poetry Series, alors qu'il n'est encore qu'un étudiant de premier cycle.
En 1957, un album de poèmes lus paraît, comportant huit poèmes de Leonard, lus par lui-même. Sur le même album, on trouve notamment Irving Layton et Abraham Moses Klein. En 1959, Leonard Cohen obtient une bourse d'études et part pour Londres où il achète une machine à écrire Olivetti et l'imperméable bleu Burberry qui apparaît sur la photographie de l'album Songs from a Room. Il lui sera volé en 1968.
En avril 1960, il s'installe en Grèce, sur l'île de Hydra, qui accueille une colonie d'artistes anglo-saxons. Il y achète une maison (qu'il gardera quarante ans) et y écrit The Spice-Box of Earth (en), qui le rend célèbre dans les cercles de poètes canadiens. Il publie Flowers for Hitler en 1964 et les romans The Favorite Game (1963) et Beautiful Losers (1966).
Dans le Montréal anglais des années 1960, Leonard Cohen se proclame sympathisant du mouvement nationaliste québécois, qui désire réaliser l'indépendance politique et linguistique de la province : « Je me sentais proche d'eux parce qu'ils ne se résignaient pas à voir disparaître toute trace française en Amérique du Nord… Et puis, ce qui m'a séduit à l'époque c'était l'isolement de ces gens qui tentaient de donner forme à ce petit coin de continent américain. Pour le garder. Pour résister. Contre quoi ? Contre l'Amérique. Pas tant l'impérialisme yankee et tout cela. Mais pour maintenir sur le sol américain une autre culture, une autre option ».
The Favorite Game est un roman d'apprentissage autobiographique sur un jeune homme trouvant son identité dans l'écriture. En revanche, Beautiful Losers, s'il peut également être considéré comme un roman d’apprentissage, ne conduit pas au succès du personnage principal (« AntiBildungsroman »). Selon une mode postmoderne contemporaine, Leonard Cohen détruit l'identité des personnages principaux en mêlant sacré et profane, religion et sexualité dans une langue riche et lyrique, mais aussi très crue.

### Leonard Cohen parolier

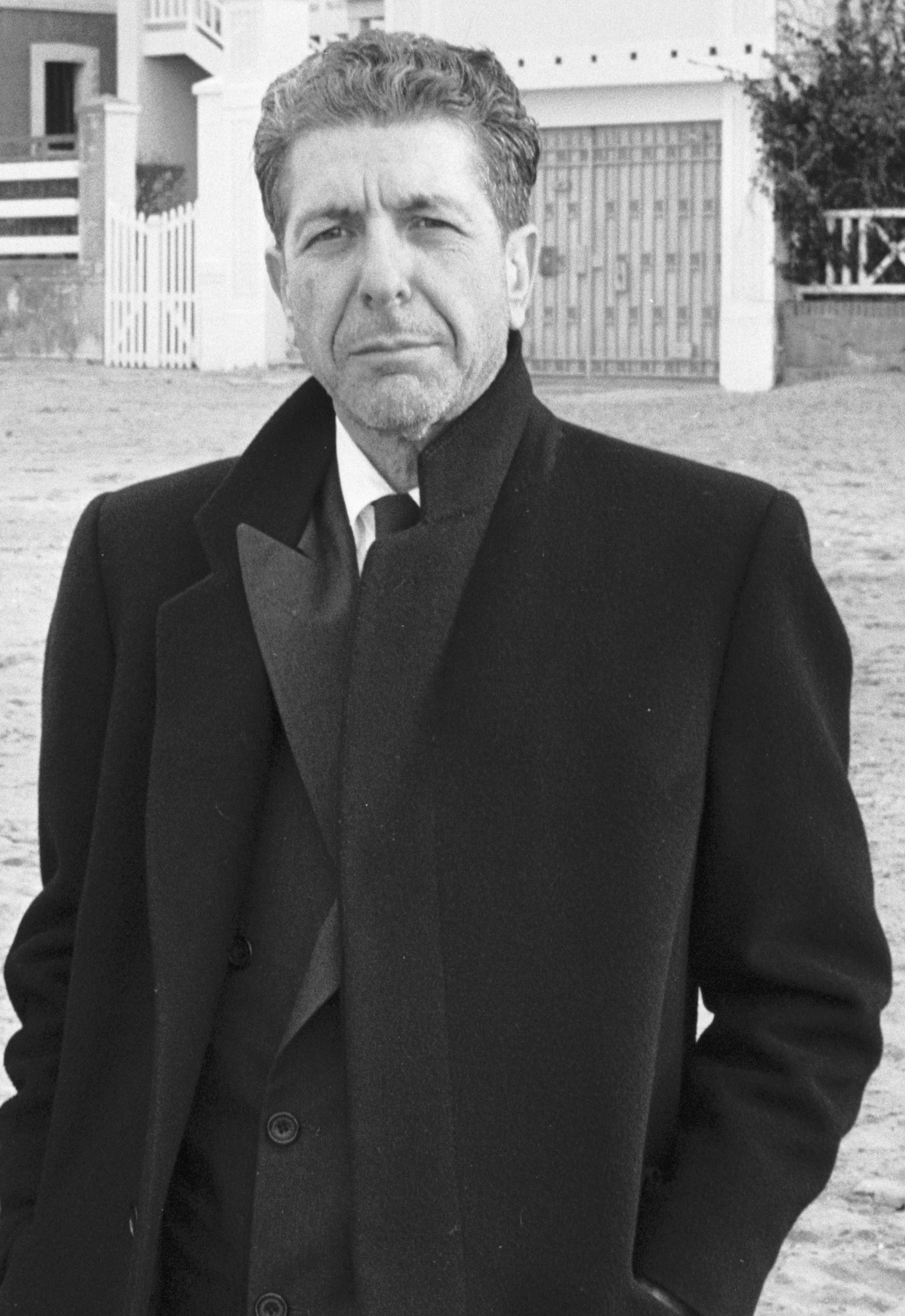
Leonard Cohen (1988).

Leonard Cohen s’installe aux États-Unis et commence à chanter dans des festivals de musique folk. En 1966, Judy Collins fait de sa chanson Suzanne un succès. Cette chanson se réfère à Suzanne Verdal, l'ancienne épouse d'un ami personnel, le sculpteur québécois Armand Vaillancourt. Leonard Cohen ne touche pas d'argent pour la chanson Suzanne : il s'est lié à un arrangeur qui doit retravailler la chanson, mais les deux hommes ne s'entendent pas, et l'arrangeur, après avoir travaillé sur la partition, lui apprend qu'il a signé les documents pour en posséder les droits. La bataille judiciaire dure jusqu'en 1984, et l'arrangeur propose à Leonard de lui revendre les droits au cours d'une rencontre dans un hôtel à New York. À la question de savoir combien il comptait les lui racheter, Leonard répondit : « Un dollar. » Un accord est signé en 1987.
Grâce à Judy Collins, Leonard Cohen fait sa première apparition scénique à New York le 30 avril 1967,.

### Interprète
John H. Hammond fait signer Leonard Cohen chez Columbia Records. Son premier album, Songs of Leonard Cohen, sort en 1967 et contient une version de Suzanne. L'album, empreint de noirceur, sera bien reçu par la critique. En 1969, sort l'album Songs from a Room. Il est considéré comme l'album classique de Leonard Cohen, avec les tubes Bird on the Wire, Story of Isaac et The Partisan, le premier titre que Leonard Cohen chante en français.
Le 30 août 1970, Leonard Cohen chante lors du Festival de l'île de Wight 1970 : il se produit au pied levé, à 4 h du matin, juste après la prestation de Jimi Hendrix.
En 1973, alors qu'il est déprimé, disant ne pouvoir aller plus loin en musique et qu'il annonce qu’il va prendre sa retraite, il quitte l'île de Hydra où il réside pour se rendre en Israël via Athènes. Il franchit le canal de Suez pour initialement, cueillir des fruits dans un kibboutz mais finalement, retrouver et soutenir sur les lignes de front du Sinaï les soldats de l'armée israélienne, en risquant sa vie durant la guerre de Kippour, armé d'une guitare et de ses chansons pour y donner de petits concerts impromptus,.
En 1977, l'album Death of a Ladies' Man est produit par Phil Spector, loin du minimalisme habituel de l'artiste. L'album est enregistré dans une atmosphère déplaisante. Cohen reniera le disque et n'interprètera que très rarement des chansons de Death of a Ladies' Man sur scène. Son disque suivant, Recent Songs, plus classique, sort en 1979.
En 1982, il rencontre Dominique Issermann, qui réalise plusieurs portraits de lui et qui devient sa compagne. La même année, il écrit une comédie musicale, Night Magic, qui fera l'objet d'un film présenté au festival de Cannes de 1985.
En 1984 sort Various Positions, un album très spirituel, voire mystique, qui contient deux des chansons les plus célèbres de Cohen, Dance me to the end of love et Hallelujah. L'album remporte un bon succès en Europe, mais Columbia refuse de sortir l'album aux États-Unis, où Cohen a toujours eu un succès bien moindre qu'en Europe ou au Canada. La parution de Various Positions est suivi d'une tournée de plus de 80 concerts qui conduiront notamment Cohen en Pologne pour la première fois de sa carrière.
En 1986, il apparaît dans un épisode de Deux flics à Miami. Cette même année, la chanteuse Jennifer Warnes enregistre un album de chansons de Cohen qui contient deux compositions inédites (First we take Manhattan et Ain't no cure for love) et des reprises de classiques dont Joan of Arc, que Warnes et Cohen interprètent en duo. L'album, intitulé Famous Blue Raincoat, est un succès. Il sera disque d'or au Canada et atteindra la huitième position aux États-Unis. Il écrit une chanson pour Diana Ross, Summertime, qui sort en 1987.
En 1988, Cohen propose un nouvel album de chansons originales, I'm Your Man. Dédié à son amie Dominique Isserman, l'album est enregistré à Montréal, Paris et Los Angeles, mais n'en est pas moins très homogène. Il marque un changement dans l'écriture, la composition et l'orchestration. Les synthétiseurs sont très présents, et l'écriture est plus engagée et teintée d'humour noir. Cohen chante ses propres versions de First we take Manhattan et Ain't no cure for love. L'album contient également une adaptation d'un poème de Federico García Lorca (Take This Waltz) et une composition coécrite par Cohen et Sharon Robinson, Everybody Knows.
En 1991, le magazine français Les Inrockuptibles produit un album hommage intitulé I'm your fan sur lequel des chanteurs et des groupes alternatifs, comme R.E.M., Peter Astor ou Geoffrey Oryema, interprètent des chansons de Cohen. Pour la circonstance, Cohen accorde un long entretien au magazine dans lequel il fait le point sur sa carrière.
L'année suivante, Cohen sort l'album The Future. On y retrouve une nouvelle chanson écrite avec Sharon Robinson (Waiting for the Miracle), et deux reprises, dont celle de Always, composée par Irving Berlin. L'album comprend plusieurs chansons relevant du commentaire politique, (The Future, Anthem, Democracy) et se termine sur une pièce instrumentale, Tacoma Trailer. Cette fois-ci, le succès est au rendez-vous tant en Europe et au Canada qu'aux États-Unis.

### Retrait et retour sur scène

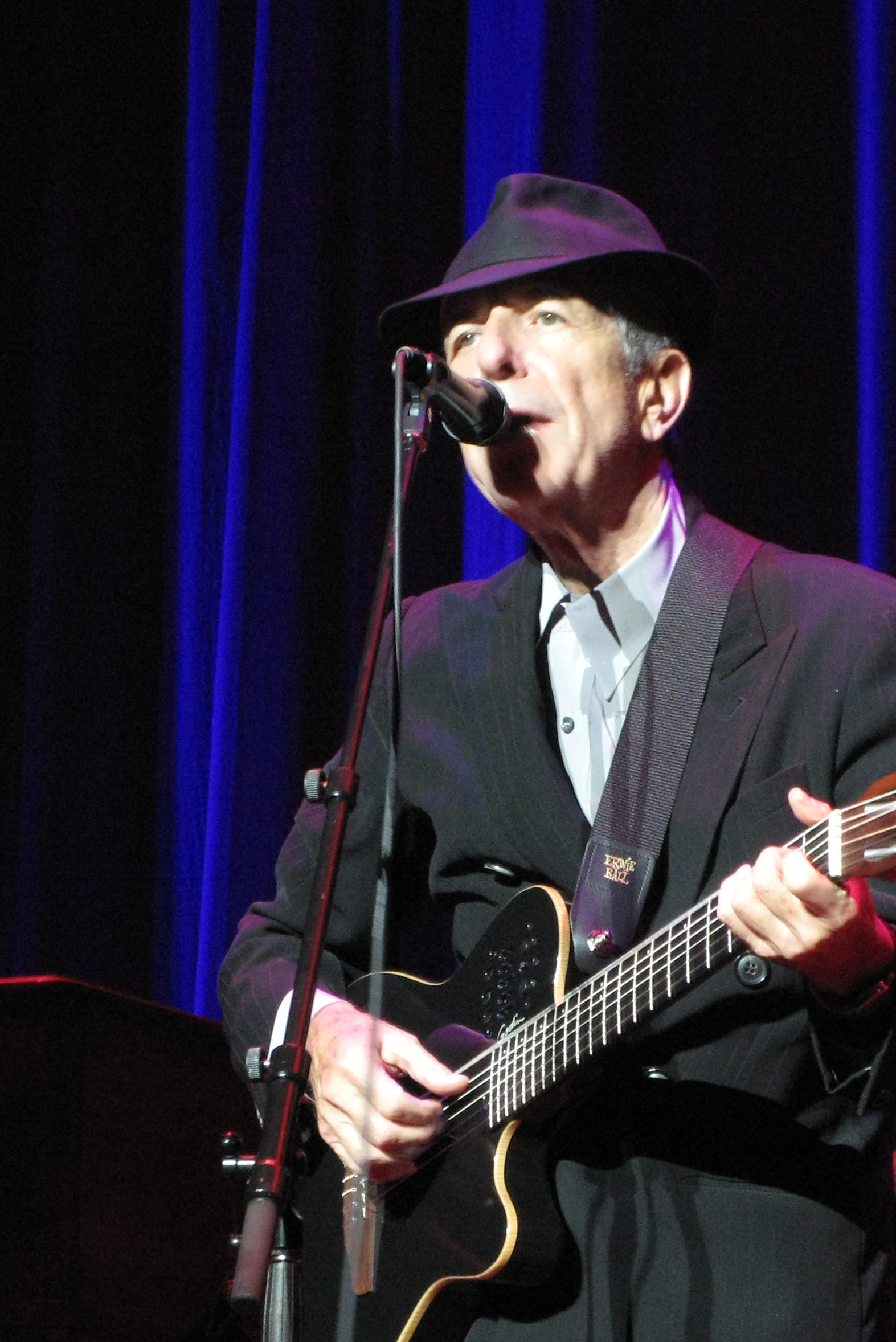
Leonard Cohen en concert, portant son célèbre fédora (2008).

En 1994, à la suite de la tournée de promotion de The Future, Leonard Cohen se retire dans un monastère bouddhiste, le Mount Baldy Zen Center près de Los Angeles. En 1996, il est ordonné moine bouddhiste Zen, comme Jikan, Dharma dont le nom signifie « Le Silencieux », faisant référence, selon son maître, au « silence entre deux pensées ». Il quitte finalement Mount Baldy au printemps 1999. Pendant cette période, il ne produit aucune chanson, jusqu'à l'album Ten New Songs en 2001, album très influencé par Sharon Robinson, et en 2004 Dear Heather, fruit d'une collaboration avec sa compagne, la chanteuse de jazz Anjani Thomas.

En 2004, la fille de Leonard Cohen se rend compte que l'ancienne manager de son père, Kelley Lynch, a détourné 5 millions de dollars. Il la poursuit en justice ; Lynch est condamnée à dix-huit mois de prison et 7,3 millions de dollars de restitution mais, insolvable, ne lui rendra rien.

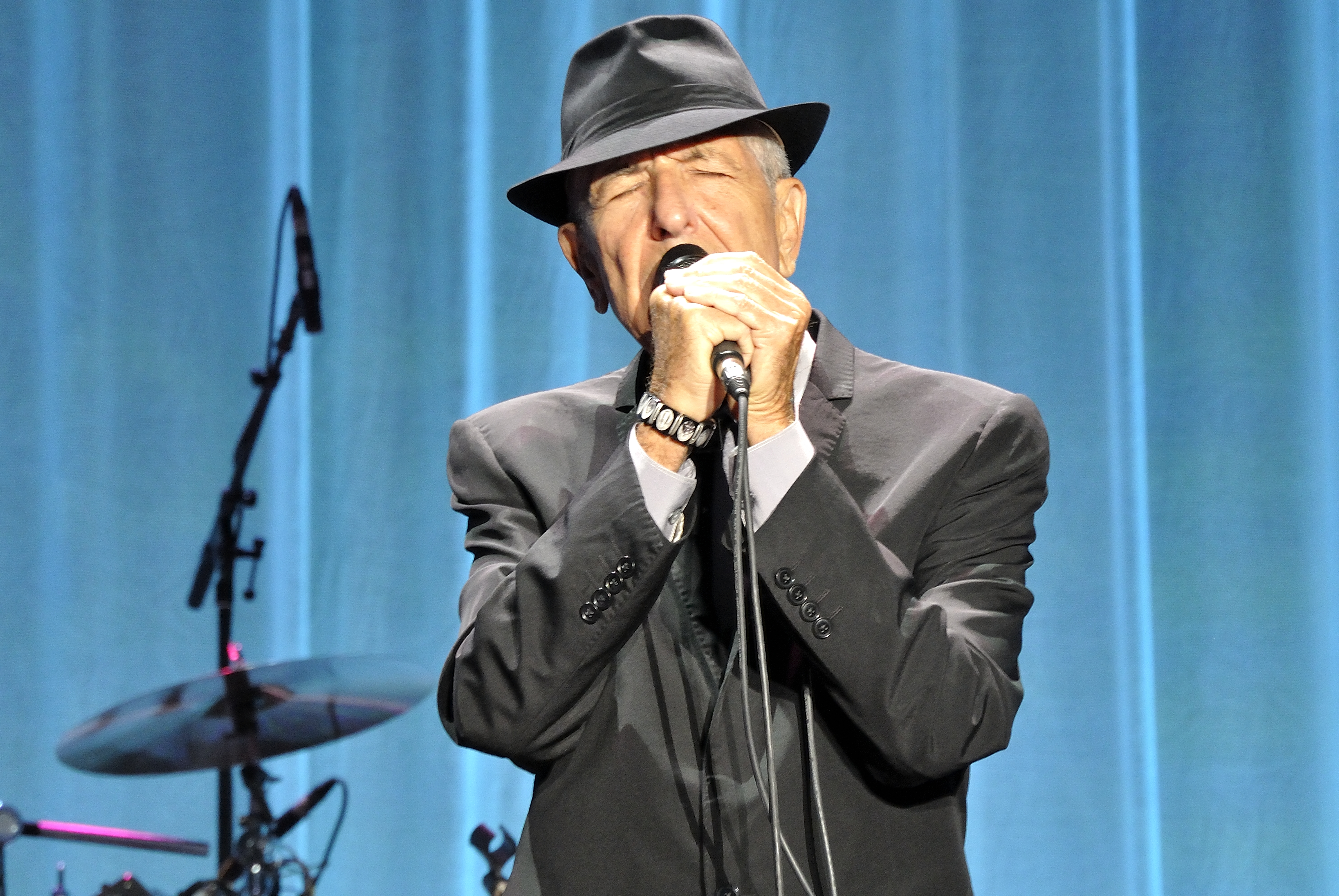
Leonard Cohen au King’s Garden d'Odense (Danemark) en 2013.

En 2006, Leonard Cohen fait paraître un nouveau recueil de poésie, Book of Longing, et Anjani Thomas publie à son tour Blue Alert, coécrit avec Leonard. Parallèlement, le documentaire Leonard Cohen: I'm Your Man sort en salle. Il s'agit d'un assemblage d'interviews récentes réalisées pour les besoins du film, et de prestations live d'artistes (Nick Cave, Rufus Wainwright, Jarvis Cocker) lors d'un concert hommage. Il fait sa première réapparition publique dans une librairie de Toronto le 13 mai 2006, chantant So Long, Marianne et Hey, That's No Way To Say Goodbye, accompagné par The Barenaked Ladies et Ron Sexsmith.
En 2007, Philip Glass, compositeur de musique contemporaine, met en musique son recueil Book of Longing et donne la première de l'œuvre, avec Leonard Cohen en récitant, le 1er juin 2007 lors du Luminato Festival de Toronto. Leonard Cohen réside dans le Quartier portugais près du plateau Mont-Royal à Montréal, sa ville natale.
C'est en 2008 que Leonard Cohen, âgé de 73 ans, fait un grand retour sur scène en effectuant une tournée mondiale. Les critiques et le public sont enthousiastes, malgré le prix élevé des places.

### Mort et hommage

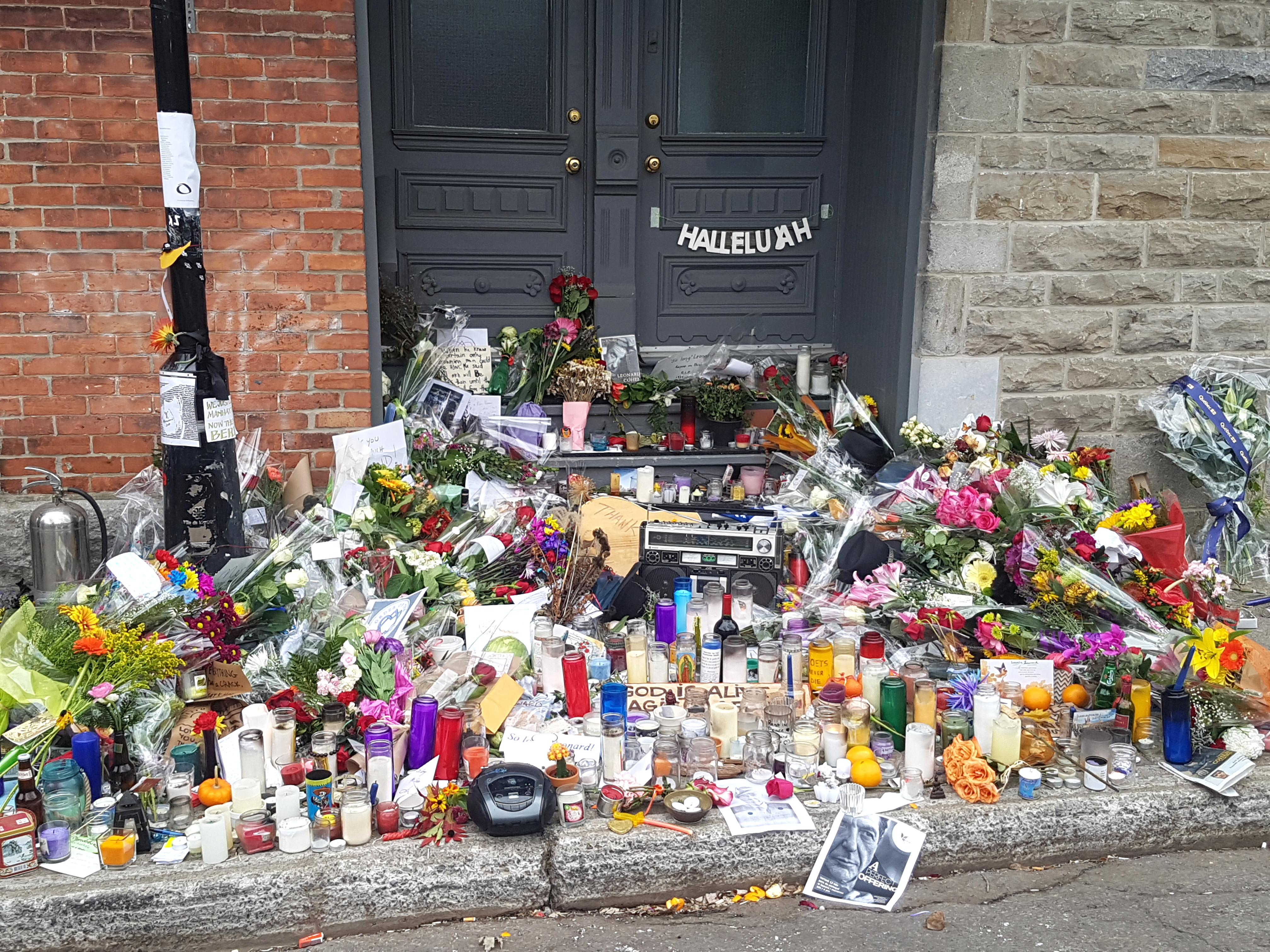
Objets déposés devant la résidence de Cohen, 12 novembre 2016, Montréal.

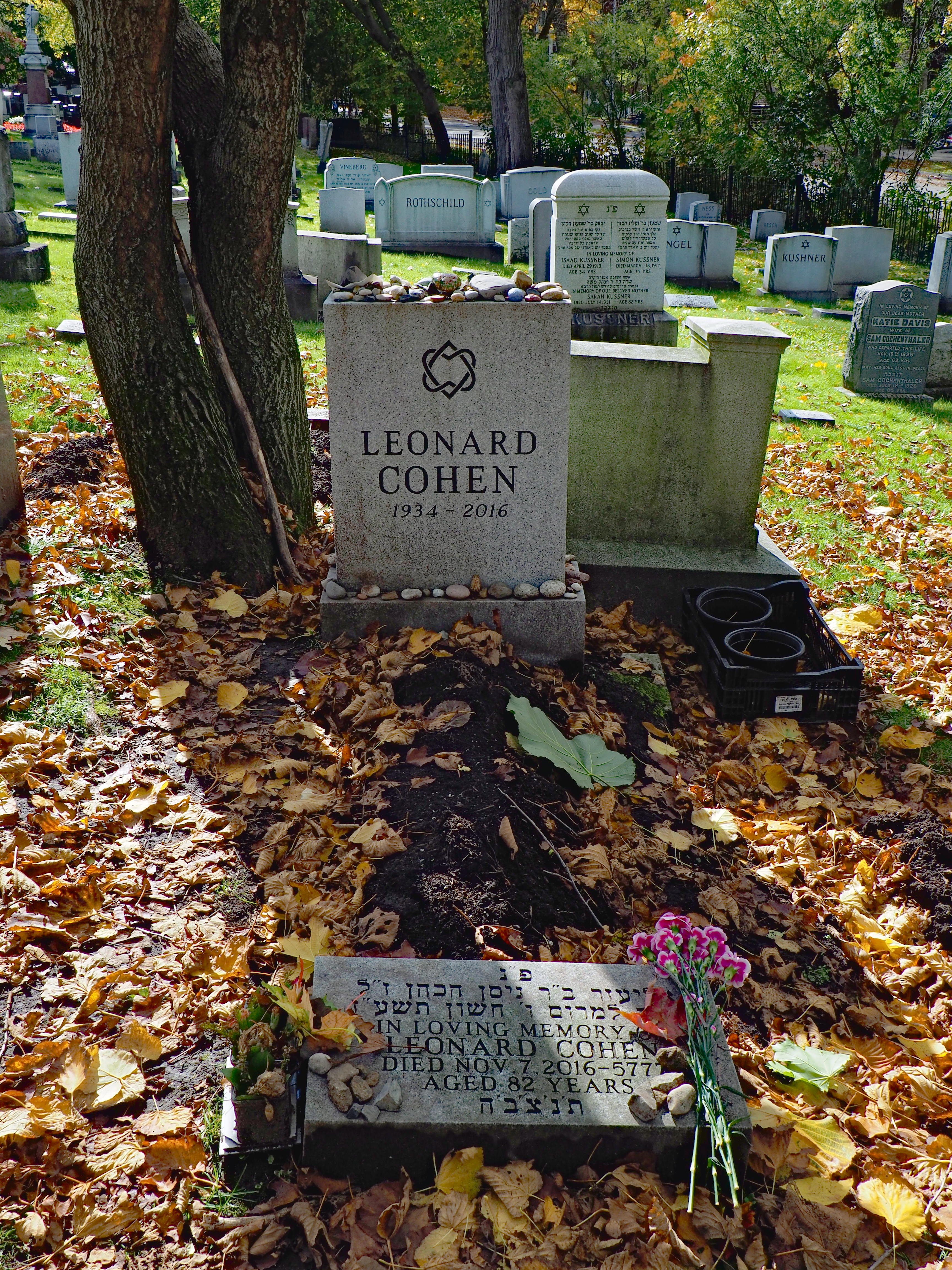
Tombe de Leonard Cohen au cimetière juif Shaar Hashomayim sur le Mont Royal à Montréal

Leonard Cohen meurt dans la nuit du 7 au 8 novembre 2016 à 82 ans, trois mois après Marianne Ihlen, sa muse. Alors qu'il souffre d'une leucémie aiguë myéloblastique, une chute à son domicile lui est fatale.
Il est inhumé le 10 novembre 2016 à Montréal, sa ville natale, dans le cimetière juif de la congrégation Shaar Hashomayim, où reposent de nombreux membres de sa famille,,. Sur sa tombe, il est simplement écrit : « Leonard Cohen » et plus bas en hébreu « Eliezer ». Sa mort est annoncée à l’issue de la cérémonie.
Un an après sa mort, diverses initiatives sont organisées à Montréal afin de rendre hommage au poète. Un concert réunissant 15 000 personnes s’est tenu au Centre Bell le 6 novembre.
Une grande murale a été peinte à son effigie sur une façade de 21 étages au centre-ville de Montréal. Une autre, haute de neuf étages, a été peinte par l'artiste Kevin Ledo au 67-53 rue Napoléon à Montréal, tout près de sa dernière demeure, située au 28 de la rue Vallière.
De novembre 2017 à avril 2018, le Musée d'art contemporain de Montréal consacre une exposition à l’imaginaire et à l’héritage de l'œuvre de Cohen.

## Vie privée

### Compagnes
En 1960, il rencontre sur l'île de Hydra la Norvégienne Marianne Ihlen qui sera sa muse et lui inspirera So Long, Marianne en 1968, ou Bird on the Wire en 1969. Après leur séparation, ils resteront très proches. En juillet 2016, apprenant que Marianne est mourante, Leonard Cohen lui écrira une dernière lettre, quelques jours avant qu'elle meure :

« Nous sommes arrivés au point où nous sommes si vieux, nos corps tombent en lambeaux, et je pense que je te rejoindrai bientôt. Sache que je suis si près derrière toi, que si tu tends la main tu peux atteindre la mienne. Et tu sais que j’ai toujours aimé ta beauté et ta sagesse et je n’ai pas besoin d’en dire plus parce que tu sais tout cela. Je veux seulement te souhaiter un très beau voyage. Au revoir ma vieille amie. Mon amour éternel. Rendez-vous au bout du chemin. »

Pendant les années 1970, il vit avec Suzanne Elrod, dont il a deux enfants, Adam Cohen né en 1972, et Lorca Cohen, née en 1974.
Il a ensuite, de 1982 à 1987, une relation avec Dominique Issermann puis avec Rebecca De Mornay jusqu'à l'été 1993.
En janvier 1999, il quitte après cinq ans sa retraite zen, et fait plusieurs voyages à Bombay pour rencontrer Ramesh Balsekar, guru indien qu'il connaissait par ses lectures. À son retour à Los Angeles, il termine une chanson qu'il écrivait pour un hommage au poète Francis Reginald Scott et réalise qu'il a besoin d'une voix féminine. Il fait appel à Anjani Thomas, son ancienne choriste. Ils entretiendront une relation suivie pendant plusieurs années, quoique ne vivant pas ensemble.
Leonard Cohen est grand-père : le 2 février 2011, sa fille Lorca a eu une fille avec Rufus Wainwright.

### Judaïsme
Dans un article de 2009 du New York Times consacré à son retour sur scène, il est mentionné : « Monsieur Cohen est un Juif observant qui respecte le Shabbat même lorsqu'il est en tournée et il chanta pour les troupes israéliennes durant la guerre israélo-arabe de 1973 »,,,,, où il demande à être appelé par son prénom hébraïque : « Eliezer ». Il y écrit et chante notamment la première version de la chanson Lover Lover Lover où figure une strophe où il s'identifie à Israël - strophe qu'il fera disparaître dans sa version finale :
« Je suis descendu dans le désert pour aider mes frères à combattre
Je sais qu’ils n’avaient pas tort
Je sais qu’ils n’avaient pas raison…
Mais les os doivent se tenir droit et marcher
Et le sang doit circuler
Et les hommes font des lignes affreuses

À travers la Terre sacrée »

À propos de ses années de retraite dans le bouddhisme : 

« Allen Ginsberg me posa la même question, il y a de nombreuses années. Eh bien, pour commencer, dans la tradition du zen que j'ai pratiqué, il n'y a pas de service de prière et il n'y a pas d'affirmation de déité. Donc, théologiquement, il n'y a pas d'opposition aux croyances juives. »

Une strophe de sa chanson Almost Like the Blues précise :
« There's no God in Heaven / And there is no Hell below / So says the great professor / But I've had the invitation / That a sinner can't refuse

(« Il n'y a pas de Dieu au Ciel / Et pas d'Enfer sous nos pieds / C'est ce que dit le grand professeur / Mais j'ai reçu une invitation / Qu'un pécheur ne peut refuser ») »
Dans l'une de ses dernières grandes chansons, You Want It Darker, il est un mot en hébreu, Hineni – « Je suis là » – que Cohen ne chante pas lui-même mais une autre voix masculine émanant du hazzan (chantre) de la synagogue Shaar Hashomayim de sa famille montréalaise.

Quand il se produit en Israël en 2009, au stade Ramat Gan de Tel Aviv - dont les 2 millions de dollars de recettes du concert alimenteront un Fund for Reconciliation, Tolerance and Peace pour familles israéliennes et palestiniennes endeuillées -, il débute avec des versets du Livre des Nombres 24:5 de la Bible hébraïque : « Qu’elles sont belles, tes tentes, ô Jacob ! Tes demeures, ô Israël ! ». Il offre ensuite une seconde partie pleine d'émotion mystique - qu'il a fait se reproduire lors d'autres concerts qui ont transporté de la même façon d'autres publics, débutée par son Hallelujah. Il termine en bénissant les 50 000 personnes présentes avec la bénédiction des prêtres juifs, en positionnant ses mains et doigts comme se doit d'agir un Cohen face à son peuple,, : 
« Que l’Eternel te bénisse et te préserve
Que l’Eternel t’éclaire de Sa face et te soit favorable
Que l’Eternel tourne Sa face vers toi et te donne la paix ».
Malgré son amour pour Israël, il a également exprimé sa tristesse quant au militarisme qu’il rencontrait.

### Dessin et peinture
Leonard Cohen remplissait de nombreux carnets de croquis. Une exposition de ses œuvres lui est consacrée en février 2010 à Montréal dans le cadre du festival international de jazz,.

## Discographie

### Albums studio
- 1967 : Songs of Leonard Cohen
- 1969 : Songs from a Room
- 1971 : Songs of Love and Hate

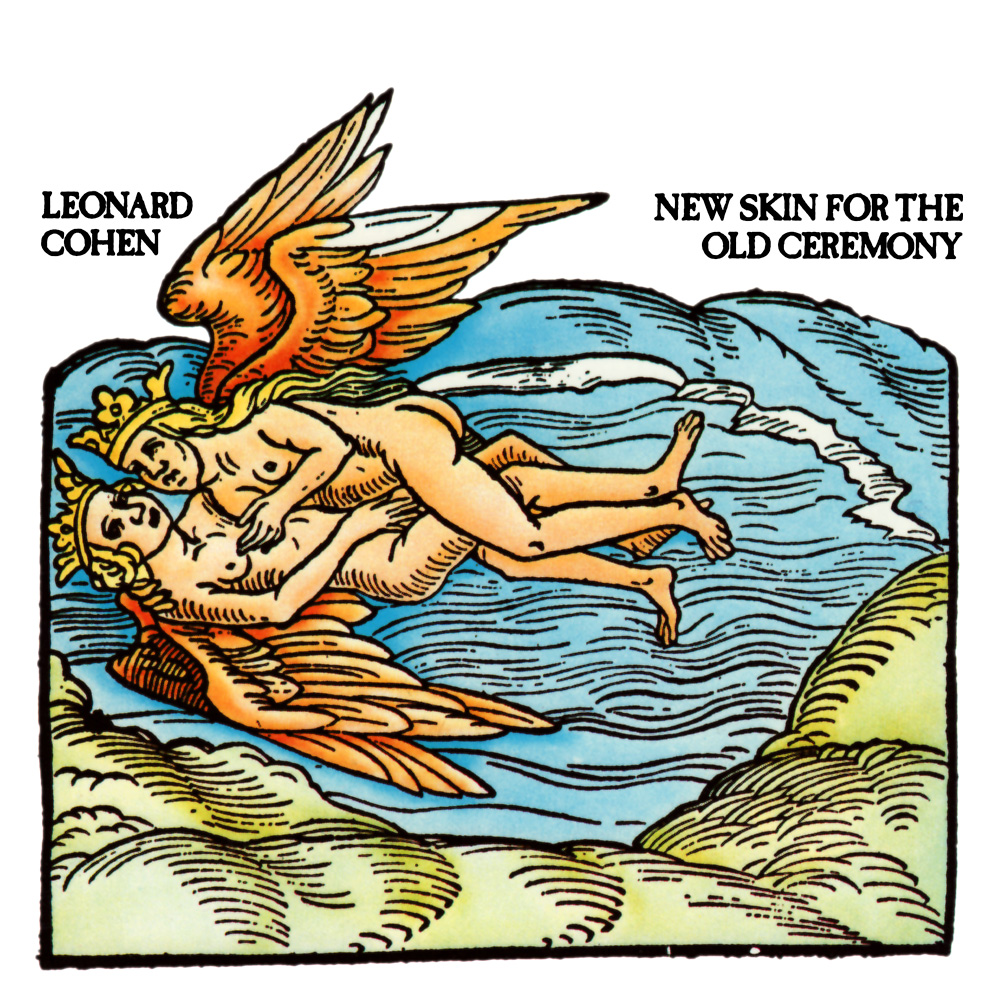
New Skin for the Old Ceremony sorti en 1974 comme 4e album studio.

- 1974 : New Skin for the Old Ceremony
- 1977 : Death of a Ladies' Man
- 1979 : Recent Songs
- 1984 : Various Positions
- 1988 : I'm Your Man
- 1992 : The Future
- 2001 : Ten New Songs
- 2004 : Dear Heather
- 2012 : Old Ideas
- 2014 : Popular Problems
- 2016 : You Want It Darker
- 2019 : Thanks for the dance

### Albums en public
- 1973 : Live Songs
- 1994 : Cohen Live: Leonard Cohen In Concert
- 2000 : Field Commander Cohen: Tour of 1979
- 2009 : Live in London (en)
- 2009 : Live at the Isle of Wight 1970 (en)
- 2010 : Songs from the road (en)
- 2014 : Live in Dublin
- 2015 : Can't Forget: A Souvenir of the Grand Tour (en)

### Compilations
- 1975 : The Best of Leonard Cohen
- 1989 : So long, Marianne
- 1997 : More Best of Leonard Cohen
- 2002 : The Essential Leonard Cohen
- 2011 : The Complete Studio Albums Collection
- 2022 : Hallelujah & Songs from His Albums

## Livres
- Let Us Compare Mythologies (poésie), 1957
- The Spice-Box of Earth (poésie), 1961 - Réédité en 1974 par Jonathan Cape (Londres) avec une couverture de Martin Vaughn-James
- The Favourite Game (roman), 1963
- Flowers for Hitler (poésie), 1964 - Réédité en 1973 par Jonathan Cape (Londres) avec une couverture de Martin Vaughn-James
- Beautiful Losers (roman), 1966
- Parasites of Heaven (poésie), 1966
- Selected Poems 1956–1968 (poésie), 1968
- The Energy of Slaves (poésie), 1972
- Death of a Lady's Man (poésie et prose), 1978
- Book of Mercy (poésie, prose et psaumes), 1984
- Stranger Music (poèmes choisis et textes de chansons), 1993
- Book of Longing (poésie, prose, dessins), 2006
- The Flame (poèmes et extraits de carnets posthumes), 2018
- A Ballet of Lepers : A Novel and Stories (roman et nouvelles posthumes), 2022

## Œuvres traduites en français
- Leonard Cohen (trad. de l'anglais par Michel Doury), Jeux de dames [« The Favourite Game »], Paris, Christian Bourgois éditeur, 2002 (1re éd. 1971), 287 p. (ISBN 2-267-01638-9)
- Leonard Cohen (trad. de l'anglais par Anne Rives, Allan Kosko, Jacques Vassal et Jean-Dominique Brierre), Poèmes et Chansons [« Selected poems, 1958-1968 »], UGE, coll. « 10/18 no 683 », 1972, 299 p.
- Leonard Cohen (trad. de l'anglais par J.C. Icart), Poèmes et Chansons. 2 [« The Spice-Box of Earth + Flowers for Hitler »], Paris, UGE, coll. « 10/18 no 1195 », 1978 (1re éd. 1976), 315 p. (ISBN 2-264-00874-1)
- Leonard Cohen (trad. de l'anglais par Michel Doury), Les Perdants magnifiques [« Beautiful Losers »], Paris, Christian Bourgois éditeur, 2002 (1re éd. 1973), 303 p. (ISBN 2-267-01639-7)
- Leonard Cohen (trad. de l'anglais par Dashiell Hedayat), L'Énergie des esclaves [« The Energy of Slaves »], UGE, coll. « 10/18 no 835 », 1974, 255 p.
- Leonard Cohen (trad. de l'anglais par Serge Grünberg), Mort d'un séducteur [« Death of a Lady's Man »], Paris, Christian Bourgois éditeur, 1980, 266 p. (ISBN 2-267-00240-X)
- Leonard Cohen (trad. de l'anglais par Jacques Vassal), Le Livre de miséricorde [« Book of Mercy »], Paris, Carrère, 1985, 159 p. (ISBN 2-86804-067-5, BNF 34771183)
- (en) Leonard Cohen (trad. de l'anglais par Jean Guiloineau), Musique d'ailleurs, tome 1 et 2 [« Stranger Music »], Paris, UGE, coll. « 10/18 no 2769 et no 2819 », 2002 (1re éd. 1994), 408 et 379 p. (ISBN 2-264-03478-5)
- Leonard Cohen (trad. de l'anglais par Michel Garneau), Étrange Musique étrangère [« Stranger Music »], Typo, 2018 (1re éd. 2000), 289 p.
- Leonard Cohen (trad. de l'anglais par Michel Garneau), Le Livre du constant désir [« Book of Longing »], L'Hexagone, 2007, 236 p.
- Leonard Cohen (trad. de l'anglais par Jean-Dominique Brierre et Jacques Vassal), Le Livre du désir [« Book of Longing »], Paris, Points, coll. « collector », 2017 (1re éd. 2008), 273 p. (ISBN 978-2-7578-6870-6)
- Leonard Cohen (trad. de l'anglais par Nicolas Richard), The Flame, poèmes notes et dessins [« The Flame (poetry collection) »], Paris, Seuil, coll. « illustrated édition » (1re éd. 2018), 360 p. (ISBN 978-2021400618)

## Filmographie
- 1965 : Ladies and Gentlemen, Mr. Leonard Cohen (documentaire, biographie)[62].
- 1986 : Deux flics à Miami, a joué le rôle de Zolan dans l'épisode de la saison 2 : L’Échange
- 2006 : Leonard Cohen: I'm Your Man (documentaire).
- 2010 : Bird on a wire, documentaire de Tony Palmer, produit par ZDF consacré à la tournée de 1972)

### Titres utilisés au cinéma et à la télévision
- 1971 : John McCabe de Robert Altman : The Stranger Song
- 1971 : Fata Morgana de Werner Herzog : So Long, Marianne, Suzanne et Hey, That’s No Way to Say Goodbye
- 1971 : Prenez garde à la sainte putain de Rainer Werner Fassbinder : Master Song, Sisters of Mercy, So Long, Marianne, Suzanne, Teachers et Winter Lady
- 1973 : Huit heures ne font pas un jour de Rainer Werner Fassbinder : Joan of Arc
- 1973 : The Second Coming of Suzanne de Michael Barry : Suzanne
- 1975 : Comme un oiseau sur le fil de Rainer Werner Fassbinder : Bird on a wire
- 1975 : Le Droit du plus fort de Rainer Werner Fassbinder : Bird on a wire
- 1975 : Peur de la peur de Rainer Werner Fassbinder : Lover Lover Lover, Why don't you try
- 1978 : Renaldo and Clara de Bob Dylan : Suzanne
- 1978 : Le Renard (saison 2, épisode 12) : Suzanne
- 1978 : Un mariage de Robert Altman : Bird on a wire
- 1980 : Berlin Alexanderplatz (dernier épisode) de Rainer Werner Fassbinder : Chelsea Hotel
- 1984 : Other Tongues de Derek May
- 1985 : Farewell, Illusions de Petter Vennerød et Svend Wam : Bird on a wire
- 1986 : Grandeur et décadence d'un petit commerce de cinéma de Jean-Luc Godard : The Guests
- 1988 : Puissance de la parole de Jean-Luc Godard : Take This Waltz
- 1989 : Les Matins infidèles de Jean Beaudry et François Bouvier : Suzanne
- 1990 : L'Amour poursuite d'Alan Rudolph : Ain't No Cure For Love
- 1990 : Comme un oiseau sur la branche de John Badham : Bird on a wire
- 1990 : Pump Up The Volume d'Allan Moyle : Everybody Knows, If It Be Your Will
- 1993 : Le 20 heures dans les champs de Chris Marker : Everybody knows
- 1993 : Both Sides of the Water de Neil Livingston : Who by Fire
- 1993 : Journal intime de Nanni Moretti : I'm Your Man
- 1994 : L'Eau froide d'Olivier Assayas : Avalanche
- 1994 : Exotica d'Atom Egoyan : Everybody Knows
- 1994 : Tueurs nés d'Oliver Stone : Waiting for the Miracle, The Future
- 1994 : When Night is Falling de Patricia Rozema : Hallelujah
- 1995 : Homicide (saison 4, épisode 7) : Suzanne
- 1995 : Le Péril jeune de Cédric Klapisch : Suzanne
- 1995 : Portrait d'une jeune fille de la fin des années 60 à Bruxelles de Chantal Akerman : Suzanne
- 1995 : Strange Days de Kathryn Bigelow : Dance me to the end of love
- 1996 : Basquiat de Julian Schnabel : Hallelujah
- 1996 : Breaking the Waves de Lars von Trier : Suzanne
- 1996 : Chronique d'une disparition d'Elia Suleiman : First We Take Manhattan
- 1996 : Lost and Found de Lee Chi-Ngai : Dance me to the end of love
- 1997 : Love, etc. de Marion Vernoux : Take This Waltz
- 2000 : Wonder Boys de Curtis Hanson : Waiting for A Miracle
- 2002 : La Secrétaire de Steven Shainberg : I'm Your Man
- 2003 : Adieu Pays de Philippe Ramos : Hey, That’s No Way to Say Goodbye
- 2002 : L'Homme de la Riviera de Neil Jordan : A thousand kisses deep
- 2003 : Nos meilleures années de Marco Tullio Giordana : Suzanne
- 2003 : La Vie de David Gale d'Alan Parker : First we take, Manhattan
- 2004 : À corps perdus de Sergio Castellitto : If It Be Your Will
- 2004 : Le Dernier Trappeur de Nicolas Vanier : By the rivers dark
- 2004 : Land of Plenty de Wim Wenders : The Land of Plenty, The Letters
- 2004 : La Maison au bout du monde de Michael Mayer : Suzanne
- 2004 : Nathalie... d'Anne Fontaine : Boogie Street
- 2004 : Ralph de Michael McGowan : Hallelujah (chanté par Gord Downie)
- 2004 : The Edukators de Hans Weingartner : Hallelujah (chanté par Jeff Buckley)
- 2005 : L'Audition de Luc Picard : Hallelujah
- 2005 : Lord of War d'Andrew Niccol : Hallelujah (chanté par Jeff Buckley)
- 2006 : Délivrez-nous du mal d'Amy Berg : Hallelujah (chanté par Joseph Arthur)
- 2006 : Playboy à saisir de Tom Dey : Dance me to the end of love (chanté par Madeleine Peyroux)
- 2006 : The Backwoods de Koldo Serra : There is a war, Lover Lover Lover
- 2007 : Festin d'amour de Robert Benton : Hallelujah
- 2007 : Lucky You de Curtis Hanson : Dance me to the end of love (chanté par Madeleine Peyroux)
- 2007 : The King of Kong de Seth Gordon : Everybody Knows
- 2008 : Lovers d'Isabel Coixet : Dance me to the end of love
- 2008 : MR 73 d'Olivier Marchal : Avalanche
- 2008 : Ultime Évasion de Rupert Wyatt : The Partisan
- 2009 : Good Morning England de Richard Curtis : So Long, Marianne
- 2009 : Le Rêve italien de Michele Placido : Suzanne (chantée par Violante Placido)
- 2009 : Passenger Side de Matthew Bissonnette : Suzanne
- 2009 : Watchmen : Les Gardiens de Zack Snyder : Hallelujah
- 2010 : Bébé mode d'emploi de Greg Berlanti : Hey, That’s No Way to Say Goodbye
- 2010 : Le Bruit des glaçons de Bertrand Blier : A Thousand Kisses Deep
- 2010 : Le Monde de Barney de Richard J. Lewis : I'm Your Man, Dance me to the end of love
- 2011 : Le Jour où je l'ai rencontrée de Gavin Wiesen : Winter Lady
- 2011 : Take This Waltz de Sarah Polley : Take This Waltz, Closing Time (chanté par Feist)
- 2013 : Le Congrès d'Ari Folman : If It Be Your Will (chantée par Robin Wright)
- 2013 : Miss Violence d'Alexandros Avranas : Dance me to the end of love
- 2013 : Suzanne de Katell Quillévéré : Suzanne
- 2014 : Félix et Meira de Maxime Giroux : Famous Blue Raincoat
- 2014 : Wild de Jean-Marc Vallée : Suzanne
- 2015 : L'Attente de Piero Messina : Waiting for A Miracle
- 2015 : Mia madre de Nanni Moretti : Famous Blue Raincoat
- 2015 : The Walk de Robert Zemeckis : Suzanne (chantée par Charlotte Le Bon)
- 2015 : The Program de Stephen Frears : Everybody knows
- 2015 : True Detective (saison 2) : Nevermind
- 2016 : Demain de Cyril Dion et Mélanie Laurent : Everybody Knows
- 2016 : Hunt for the Wilderpeople de Taika Waititi : The Partisan
- 2016 : Infiltrator de Brad Furman : Everybody Knows
- 2016 : Pete et Elliott le dragon de David Lowery : So Long, Marianne
- 2016 : War Dogs de Todd Phillips : Everybody Knows
- 2018 : Black Earth Rising (saison 1) : You Want It Darker
- 2019 : This is Us (saison 4) : So Long, Marianne
- 2019 : It Must Be Heaven d'Elia Suleiman : Darkness
- 2021 : American Gods (saison 3, épisode 7) : You Want It Darker

## Lauréat et nomination

### Brit Awards
| Année | Catégorie                           | Pour          | Résultat   |
| ----- | ----------------------------------- | ------------- | ---------- |
| 2017  | Artiste solo masculin international | Leonard Cohen | nomination |

### Gala de l'ADISQ
| Année | Catégorie                                                                        | Pour               | Résultat   |
| ----- | -------------------------------------------------------------------------------- | ------------------ | ---------- |
| 1993  | artiste québécois s'étant le plus illustré dans une autre langue que le français | Leonard Cohen      | nomination |
| 1994  | artiste québécois s'étant le plus illustré dans une autre langue que le français | Leonard Cohen      | nomination |
| 2012  | album de l'année - anglophone                                                    | Old ideas          | lauréat    |
| 2012  | artiste québécois de l'année s'étant plus illustré hors Québec                   | Leonard Cohen      | nomination |
| 2015  | album de l'année - anglophone                                                    | Popular problems   | nomination |
| 2017  | album de l'année - anglophone                                                    | You want it darker | lauréat    |
| 2017  | artiste québécois de l'année s'étant plus illustré hors Québec                   | Leonard Cohen      | lauréat    |

### Meteor Music Awards
| Année | Catégorie                                    | Pour          | Résultat |
| ----- | -------------------------------------------- | ------------- | -------- |
| 2010  | Meilleure prestation international sur scène | Leonard Cohen | lauréat  |

### Mojo Awards
| Année | Catégorie                  | Pour          | Résultat   |
| ----- | -------------------------- | ------------- | ---------- |
| 2009  | Meilleur artiste sur scène | Leonard Cohen | nomination |

### Prix littéraires de la Canadian Author's Association
| Année | Catégorie | Pour          | Résultat |
| ----- | --------- | ------------- | -------- |
| 1985  | Poésie    | Book of Mercy | lauréat  |

### Prix Génie
| Année | Catégorie                   | Pour                          | Résultat |
| ----- | --------------------------- | ----------------------------- | -------- |
| 1986  | Meilleure chanson originale | Angel Eyes (avec Lewis Furey) | lauréat  |

### Prix du Gouverneur général
| Année | Catégorie                                                                         | Pour                   | Résultat         |
| ----- | --------------------------------------------------------------------------------- | ---------------------- | ---------------- |
| 1968  | Prix littéraire du gouverneur général pour poésie - anglais                       | Selected Poems 1956-68 | lauréat (refusé) |
| 1993  | Prix du gouverneur général pour les arts du spectacle pour réalisation artistique | Leonard Cohen          | lauréat          |

### Prix Grammy
| Année | Catégorie                             | Pour                                          | Résultat   |
| ----- | ------------------------------------- | --------------------------------------------- | ---------- |
| 2008  | Album de l'année                      | River: The Joni Letters (avec Herbie Hancock) | lauréat    |
| 2011  | Grammy du couronnement d'une carrière | Leonard Cohen                                 | lauréat    |
| 2018  | Meilleure prestation rock             | You want it darker                            | lauréat    |
| 2018  | Meilleure prestation roots américain  | Steer your way                                | nomination |
| 2021  | Meilleur album folk                   | Thanks for the dance                          | nomination |

### Prix Juno
| Année | Catégorie                                   | Pour                                                                             | Résultat   |
| ----- | ------------------------------------------- | -------------------------------------------------------------------------------- | ---------- |
| 1989  | Artiste canadien de l'année                 | Leonard Cohen                                                                    | nomination |
| 1989  | Interprète masculin de l'année              | Leonard Cohen                                                                    | nomination |
| 1991  | Compositeur de l'année                      | Leonard Cohen                                                                    | nomination |
| 1991  | Panthéon de la musique canadienne           | Leonard Cohen                                                                    | lauréat    |
| 1993  | Interprète masculin de l'année              | Leonard Cohen                                                                    | lauréat    |
| 1993  | Producteur de l'année                       | Closing time (avec Leanna Unger)                                                 | nomination |
| 1993  | Meilleur vidéoclip                          | Closing time (avec Cutis Wehrfritz)                                              | lauréat    |
| 1994  | Prix Juno/SOCAN pour compositeur de l'année | Leonard Cohen                                                                    | lauréat    |
| 1994  | album de l'année                            | The future                                                                       | nomination |
| 1994  | Meilleur vidéoclip                          | The future (avec Cutis Wehrfritz)                                                | nomination |
| 2002  | Meilleur artiste                            | Leonard Cohen                                                                    | nomination |
| 2002  | Meilleur compositeur                        | In my secret life, You have loved enough et Boogie street (avec Sharon Robinson) | nomination |
| 2002  | Meilleur album pop                          | Ten New Songs                                                                    | nomination |
| 2002  | Meilleur vidéoclip                          | In my secret life (avec Floria Sigismondi)                                       | nomination |
| 2013  | Artiste de l'année                          | Leonard Cohen                                                                    | lauréat    |
| 2013  | Compositeur de l'année                      | Amen, Going home et Show me the place (avec Patrick Leonard)                     | lauréat    |
| 2013  | Prix Juno du choix du public                | Leonard Cohen                                                                    | nomination |
| 2015  | Artiste de l'année                          | Leonard Cohen                                                                    | nomination |
| 2015  | Prix Juno du choix du public                | Leonard Cohen                                                                    | nomination |
| 2015  | Album de l'année                            | Popular Problems                                                                 | lauréat    |
| 2015  | Album adulte alternatif de l'année          | Popular Problems                                                                 | nomination |
| 2017  | Artiste de l'année                          | Leonard Cohen                                                                    | lauréat    |
| 2017  | Compositeur de l'année                      | You want it darker, It seemed the better way et Travelling light                 | nomination |
| 2017  | Album de l'année                            | You want it darker                                                               | lauréat    |
| 2017  | Album adulte alternatif de l'année          | You want it darker                                                               | nomination |
| 2020  | Album adulte alternatif de l'année          | Thanks for the dance                                                             | nomination |
| 2021  | Album de l'année                            | Thanks for the dance                                                             | nomination |

### Prix Porin
| Année | Catégorie          | Pour           | Résultat |
| ----- | ------------------ | -------------- | -------- |
| 2010  | dvd/vidéo étranger | Live in london | lauréat  |

### Prix Princesse des Asturies
| Année | Catégorie   | Pour          | Résultat |
| ----- | ----------- | ------------- | -------- |
| 2011  | Littérature | Leonard Cohen | lauréat  |

### Autres prix
- 1988 : Columbia Records Crystal Globe Award
- 1996 : Titré Bhikshu par l'école de bouddhisme Rinzai
- 2005 : Panthéon de la musique folk canadienne
- 2006 : Panthéon des auteurs et compositeurs canadiens
- 2008 : Rock and Roll Hall of Fame
- 2010 : Songwriters Hall of Fame
- 2011 : Prix Glenn-Gould
- 2012 : Prix Denise-Pelletier

#### Décorations
| Année | Décoration                                             | Pays            |
| ----- | ------------------------------------------------------ | --------------- |
| 1991  | Officier de l'Ordre du Canada                          | Canada          |
| 2002  | Jubilé d'or d'Élisabeth II                             | Canada          |
| 2003  | Compagnon de l'Ordre du Canada                         | Canada          |
| 2008  | Grand officier de l'Ordre national du Québec           | Québec (Canada) |
| 2012  | Jubilé de diamant d'Élisabeth II                       | Canada          |
| 2015  | Compagnon de l'Ordre des arts et des lettres du Québec | Québec (Canada) |

#### Diplômes honorifiques
| Année | Doctorat | Université |
| ----- | -------- | ---------- |
| 1971  | Droit    | Dalhousie  |
| 1992  | Lettre   | McGill     |

#### Éponymie
L'astéroïde (24732) Leonardcohen porte son nom.

## Albums, reprises et évocations

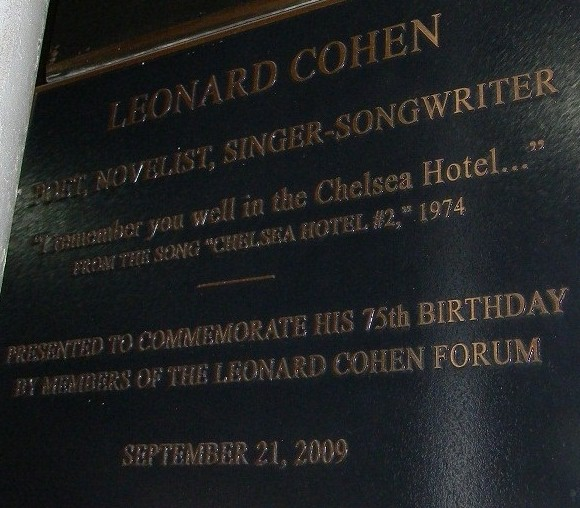
Plaque en l'honneur de Leonard Cohen à l'Hotel Chelsea de New York.

### Albums consacrés à Leonard Cohen
- 1973 : Graeme Allwright chante Leonard Cohen
- 1987 : Famous Blue Raincoat: Songs of Leonard Cohen, par Jennifer Warnes
- 1991 : I'm Your Fan - Artistes variés reprenant ses succès
- 1995 : Tower of Song - Artistes variés reprenant ses succès
- 1999 : Hazarder, par Ibrica Jusić (reprises en croate sous le nom d'artiste d'Ibrica)
- 2002 : My Kohen, par Vasiliy K (reprises en russe)
- 2005 : Bird on the Wire: the Songs of Leonard Cohen, par Perla Batalla
- 2007 : Léonard Cohen Songs, par Avalanche Quartet
- 2008 : Bande originale du film I'm your man de Lian Lunson
- 2009 : Songs Of Leonard Cohen, par Beck (Beck's Record Club) et ses invités : Devendra Banhart, Ben Goldwasser, Brian Lebarton, Will Berman, etc.
- 2011 : I'm Your Santa (- Artistes variés reprenant ses succès, organisé par le webzine L’Oreille Absolue)
- 2013 : Rainy Night House, par Avalanche Quartet
- 2022 : Here It Is: A Tribute To Leonard Cohen

On compte au moins 33 albums de reprises dans le monde entier, pour la plupart[réf. nécessaire] non-anglophones .

### Reprises
Beaucoup de chansons de Cohen ont été interprétées (et parfois traduites dans d'autres langues) par d'autres artistes, et certaines ont rencontré plus de succès que les versions de Leonard Cohen. Les plus connues sont :
- Avalanche par Nick Cave and the Bad Seeds. Adaptée en français par Graeme Allwright (titre inchangé). Autre adaptation française par Jean-Louis Murat sous le titre Avalanche IV.
- Bird on the Wire (souvent transformé en Bird on a Wire) par Johnny Cash, Joe Cocker, Judy Collins, Fairport Convention, Tim Hardin, K.d. lang, Willie Nelson, The Neville Brothers, Stina Nordenstam, The Bobs, Joe Bonamassa et Our Lady Peace (au Live 8). Adaptée en français par Serge Lama (Je veux vivre tout seul).
- Chelsea Hotel No. 2 par Rufus Wainwright, Lloyd Cole, From First to Last, Regina Spektor et Lana Del Rey
- Dance Me To The End Of Love par Misstress Barbara, Madeleine Peyroux, The Dresden Dolls, Klezmer Conservatory Band, The Civil Wars, Zorita. Adaptée en français par Graeme Allwright (Danse-moi vers la fin de l'amour)
- Diamonds in the Mine adaptée en français par Graeme Allwright (Diamants dans la mine)
- Everybody Knows par Concrete Blonde, Don Henley, Dayna Kurtz, Rufus Wainwright, The Duhks, Garou, The CNK et Kari Bremnes. Adaptée en français par Graeme Allwright (Tout le monde le sait).
- Famous Blue Raincoat par Judy Collins, Tori Amos, Joan Baez, Lloyd Cole, Dax Riggs, Jonathan Coulton, AaRON, Jennifer Warnes, Angela McCluskey, Marissa Nadler, Damien Saez, Barbara Gosza, etc.
- First We Take Manhattan par Joe Cocker, R.E.M., Jennifer Warnes, Kid Harpoon, Enrique Morente et Sirenia. Adaptée en espagnol par Enrique Morente.
- Hallelujah par Bono, Jeff Buckley, John Cale, Brandi Carlile, Allison Crowe, Bob Dylan, KOKIA,k.d. lang, Kevin Max, Enrique Morente, Regina Spektor, Rufus Wainwright, The Dresden Dolls, Jazz Mandolin Project, Imogen Heap, Pain of Salvation, Yasmin Levy et des dizaines d'autres. Adaptée en espagnol par Enrique Morente.
- Hey, That's No Way to Say Goodbye par Judy Collins, Roberta Flack, Claudine Longet et Ian McCulloch. Adaptée en français par Georges Chelon (Good Bye).
- In My Secret Life par Katie Melua
- Is This What You Wanted par The Last Shadow Puppets. Reprise présente sur leur EP The Dream Synopsis[72].

- Joan of Arc (en) par Judy Collins, Allison Crowe, Fabrizio De André, Lou Reed, Jennifer Warnes et Anna Calvi. Adaptée en français par Graeme Allwright (Jeanne d'Arc)
- Last Year's Man adaptée en français par Graeme Allwright (L'homme de l'an passé)
- Lover, Lover, Lover par Ian McCulloch. Adaptée en français par Graeme Allwright (titre inchangé)
- Priests adaptée en espagnol par Enrique Morente.
- Seems So Long Ago, Nancy (appelé Nancy) par Fabrizio De André et Cornelis Vreeswijk
- Sisters of Mercy par Strafe Für Rebellion, Emmylou Harris, Serena Ryder et Linda Ronstadt. Adaptée en français par Graeme Allwright (Les sœurs de la Miséricorde)
- So Long, Marianne par James, John Cale, Suzanne Vega et Straitjacket Fits. Adaptée en français par Georges Chelon (Adieu, Marianne)
- Song of Bernadette par Bette Midler et Anne Murray
- Story of Isaac par Roy Buchanan, Judy Collins et Suzanne Vega
- Suzanne par Flying Lizards, Judy Collins, Fabrizio De André, Neil Diamond, Nick Cave, Fairport Convention, Roberta Flack, Peter Gabriel, Nina Simone, Geoffrey Oryema et beaucoup d'autres. Adaptée en français par Graeme Allwright (titre inchangé), adaptation reprise par Nana Mouskouri, Françoise Hardy, Alain Bashung, Maurane, etc.
- Take this waltz adaptée en espagnol par Enrique Morente.
- The partisan par 16 Horsepower (avec Bertrand Cantat), Babylon Circus.
- The stranger song adaptée en français par Graeme Allwright (l'étranger), puis en malgache par le groupe Lolo Sy Ny Tariny.
- Tonight will be fine adaptée en français par Graeme Allwright (Demain sera bien)
- Tower of Song par Lloyd Cole, Nick Cave and the Bad Seeds, Marianne Faithfull, Martha Wainwright, The Jesus and Mary Chain, Tom Jones et U2.
- Who By Fire par The House Of Love, Another Roadside Attraction, Lhasa et Coil

#### Pour les francophones
Pour ce qui est du public francophone, les adaptations de ses chansons par Graeme Allwright, à partir de 1968, ont beaucoup participé à leur célébrité (notamment Suzanne, L'Étranger, Les sœurs de la miséricorde, Vagabonde, De passage, Je voulais te quitter, Si c'est ta volonté et Danse-moi vers la fin de l'amour). Leonard Cohen expliquera que les adaptations de Graeme Allwright l'ont aidé à accepter ses propres chansons. Les deux chanteurs étaient amis, et au moment de leur sortie, Leonard Cohen proposait ses nouvelles chansons à Graeme Allwright, afin que celui-ci en fasse une adaptation en français (en général, Graeme Allwright adaptait deux chansons de Leonard Cohen par album).
À l'inverse, il est parfois arrivé à Leonard Cohen de reprendre des chansons composées par d'autres en en proposant sa propre vision. La plus connue est certainement Leaving Greensleeves (album A new skin for the old ceremony), reprise du célèbre Greensleeves attribué au roi Henri VIII d'Angleterre. Remarquable également, The Partisan, ré-interprétation de la Complainte du partisan écrite par Emmanuel d'Astier de la Vigerie avec une musique d'Anna Marly (coautrice par ailleurs avec Maurice Druon et Joseph Kessel du célèbre Chant des partisans). Autre chanson francophone qu'il mit à son répertoire : Un Canadien errant.
La version revisitée par Leonard Cohen de la Complainte du Partisan fut à son tour reprise par Buffy Sainte-Marie en 1974 (sous le titre Song of The French Partisan), par Sixteen Horsepower & Bertrand Cantat, par Yules et par Electrelane.
Le 11 juillet 2008, le site leonardcohenfiles.com recensait 1 507 reprises de Leonard Cohen.

### Évocations artistiques
- Le nom de Leonard Cohen est mentionné dans la chanson Pennyroyal Tea du groupe Nirvana (1993), alors que Kurt Cobain chante : « Give me a Leonard Cohen afterworld / So I can sigh eternally. »
- L'auteur compositeur interprète Rufus Wainwright, dans sa chanson want, dit : « I don't want, no I really don't want to be John Lennon or Leonard Cohen. »
- Le titre de l'album A Bird on a Poire de Jean-Louis Murat est une référence à la chanson Bird on the Wire.
- Vincent Delerm dans son album Quinze chansons en 2008 a consacré la chanson From a room (no 12) à l'album de Leonard Cohen du même nom. Le petit texte récité par Alka Balbir fait référence à l'image derrière la pochette de l'album Songs from a Room.
- Le groupe de rock gothique The Sisters of Mercy tire son nom de la chanson de Leonard Cohen du même nom.
- Le groupe belge dEUS cite également le nom de Leonard Cohen dans la chanson Smokers Reflect sur leur album Vantage Point, sorti en 2008.
- Le groupe américain de pop psychédélique Mercury Rev cite son nom dans la chanson A Drop In Time de l'album All Is Dream : « But I was caught like a fleeting thought, Stuck inside of Leonard Cohen's mind. »
- La chanson Come Healing peut être entendue à la fin de l'épisode 1 de la sixième saison de la série Sons Of Anarchy.
- La chanson Nevermind est la musique du générique de la saison 2 de True Detective.
- La chanson Everybody Knows est diffusée dans le générique de début du film Pump Up the Volume. Elle est également utilisée dans le générique de fin du film The Program, dans le documentaire Demain et dans le film Exotica d'Atom Egoyan.
- Le duo Birds on a Wire, formé de Dom La Nena et Rosemary Standley, tire son nom de la chanson de Leonard Cohen du même nom.
- Le groupe canadien The Dreadnoughts a nommé une de ses chansons en son honneur.
- Le groupe hollandais "Nits" évoque dans leur album "Giant normal dwarf" (1990) sur leur composition "The night owl" la chanson de Léonard Cohen "Suzanne"

### Documentaire
- Marianne and Leonard: Words of Love de Nick Broomfield